# Сборная Украины по футболу на розыгрыше Лиги наций УЕФА 2022/2023
По результатам предыдущего розыгрыша Лиги Наций сборная Украины понизилась в Лигу В. Жеребьёвка групповой стадии прошла 16 декабря 2021 года. Сборная Украины сеялась из корзины 1, по итогам жеребьёвки попала в группу В1 вместе со сборными Шотландии, Ирландии и Армении. Матчи групповой части турнира прошли с 8 июня по 28 сентября 2022 года. По итогам групповой стадии сборная Украины заняла 2 место и осталась в лиге В. Всего было сыграно 6 матчей, 3 победы, 2 ничьи и один проигрыш победителю группы сборной Шотландии. Крупнейшая победа — 0:5 над сборной Армении, единственное поражение — 3:0 сборной Шотландии. На тот момент главным тренером сборной Украины был Александр Петраков. Основным вратарём «жёлто-синих» был Андрей Лунин. После 5-го тура сборная Украины была на первом месте, однако ничья в последнем туре откатил её на 2-е место в группе.

## Матчи
| Ирландия | 0:1     | Украина        |
| -------- | ------- | -------------- |
|          | (отчёт) | - Цыганков 47′ |

| Украина                                          | 3:0     | Армения |
| ------------------------------------------------ | ------- | ------- |
| - Малиновский 61′ - Караваев 77′ - Миколенко 84′ | (отчёт) |         |

| Украина      | 1:1     | Ирландия      |
| ------------ | ------- | ------------- |
| - Довбик 47′ | (отчёт) | - Коллинз 31′ |

| Шотландия                     | 3:0     | Украина |
| ----------------------------- | ------- | ------- |
| - Макгинн 70′ - Дайкс 80′ 87′ | (отчёт) |         |

| Армения | 0:5     | Украина                                                    |
| ------- | ------- | ---------------------------------------------------------- |
|         | (отчёт) | - Тымчик 22′ - Зубков 57′ - Довбик 69′ 84′ - Игнатенко 81′ |

| Украина | 0:0     | Шотландия |
| ------- | ------- | --------- |
|         | (отчёт) |           |